# Liste der türkischen Botschafter in Malta
Die türkische Botschaft in Valletta wurde am 1. Oktober 2009 eröffnet.

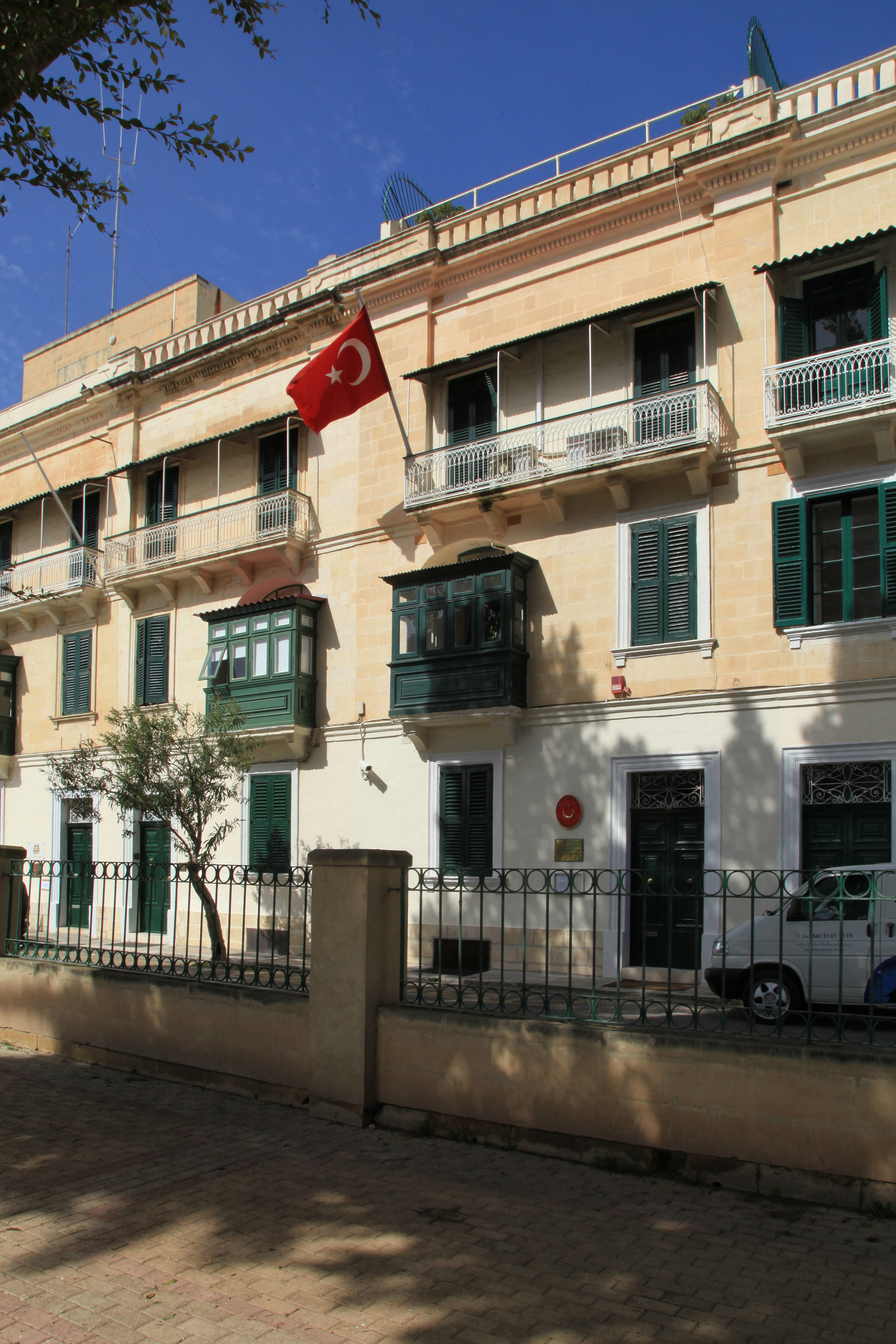
Die türkische Botschaft in Valletta

| Ernennung Akkreditierung | Botschafter | Bemerkung   | Ministerpräsident der Türkei | Premierminister von Malta | Posten verlassen |
| ------------------------ | ----------- | ----------- | ---------------------------- | ------------------------- | ---------------- |
| 25. Okt. 2011            | Ayşe Sezgin | [ 1 ] [ 2 ] | Recep Tayyip Erdoğan         | Lawrence Gonzi            |                  |